# Апский край
А́пский край (латыш. Apes novads) — бывшая административно-территориальная единица на северо-востоке Латвии, в регионе Видземе. Край состоял из четырёх волостей и города Апе, который являлся центром края. Население на 1 января 2010 года составляло 4319 человек. Площадь края — 545,1 км².
Край был образован 1 июля 2009 года из части упразднённого Алуксненского района.
В 2021 году в результате новой административно-территориальной реформы Апский край был упразднён.

## Население
По состоянию на 2020 год по данным центрального статистического управления численность населения края составляла 3 220 человек. По состоянию на 2020 год доля населения старше 65 лет в структуре населения края составляла 21.8% населения (703 человека), а доля населения младше 14 лет составляла 15,4% (495 человек).
1 января 2010 года население составило 4319 человек (14 января 2009 года — 4379).

### Национальный состав
Национальный состав населения края по итогам переписи населения Латвии 2011 года был распределён таким образом:
| Национальность | Численность, чел. (2011) | %        |
| -------------- | ------------------------ | -------- |
| Латыши         | 3433                     | 89,54 %  |
| Русские        | 242                      | 6,31 %   |
| Белорусы       | 29                       | 0,76 %   |
| Украинцы       | 35                       | 0,91 %   |
| Поляки         | 16                       | 0,42 %   |
| Литовцы        | 4                        | 0,10 %   |
| Другие         | 75                       | 1,96 %   |
| всего          | 3834                     | 100,00 % |

## Территориальное деление
- город Апе (латыш. Apes pilsēta)
- Апская волость (латыш. Apes pagasts)
- Вирешская волость (латыш. Virešu pagasts)
- Гауйиенская волость (латыш. Gaujienas pagasts)
- Трапенская волость (латыш. Trapenes pagasts)